# Indygówka niebieska
Indygówka niebieska, łuszczyk niebieski (Cyanoloxia brissonii) – gatunek małego ptaka z rodziny kardynałów (Cardinalidae). Dosyć często występuje na nizinach środkowej i wschodniej części Ameryki Południowej pomiędzy Amazonią a stepami Patagonii, dwie odizolowane populacje w Wenezueli i Kolumbii. Jest uznawany za gatunek najmniejszej troski.

## Systematyka
Gatunek po raz pierwszy zgodnie z zasadami nazewnictwa binominalnego opisał Karol Linneusz w 1758 roku w 10. edycji Systema Naturae. Autor nadał mu nazwę Loxia cyanea, a jako miejsce typowe błędnie wskazał Angolę, co w 1923 roku Todd poprawił na stan Bahia w Brazylii. Gatunek często był umieszczany w rodzaju Cyanocompsa. Gdy postanowiono włączyć Cyanocompsa do rodzaju Passerina, okazało się, że trzeba by wówczas zmienić popularną w piśmiennictwie nazwę Passerina cyanea (łuszczyk indygowy, oryginalna nazwa Tanagra cyanea Linnaeus, 1766), jako że stałaby się ona homonimem nowej nazwy indygówki niebieskiej. Aby uniknąć zamieszania w nazewnictwie, postanowiono uznać nazwę Loxia cyanea za nieważną i zastąpić ją nazwą Fringilla brissonii nadaną przez Martina Lichtensteina. Jego krótki opis gatunku ukazał się w 1823 roku w katalogu Königliches Museum w Berlinie – „Verzeichniss der Doubletten des zoologischen Museums der Königl.”; jako miejsce typowe autor wskazał Brazylię, co przy okazji wspomnianej zmiany nazwy gatunku uściślono do stanu Bahia.
Obecnie indygówka niebieska zaliczana jest do rodzaju Cyanoloxia. Wyróżnia się pięć podgatunków:
- C. b. caucae (Chapman, 1912)
- C. b. minor (Cabanis, 1861)
- C. b. brissonii (Lichtenstein, 1823)
- C. b. sterea (Oberholser, 1901)
- C. b. argentina (Sharpe, 1888)

### Etymologia
- Cyanoloxia: gr. κυανος kuanos – ciemnoniebieski; rodzaj Loxia Linnaeus, 1758[14].
- brissonii: od nazwiska Mathurina Jacques’a Brissona – francuskiego zoologa[15].

## Morfologia
Nieduży ptak ze średniej wielkości, grubym, silnym i krótkim dziobem w kolorze czarniawo-szarym z wyraźnie bledszą częścią przydziobową dolnej szczęki. Tęczówki ciemnobrązowe. Nogi czarniawe. Wyraźny dymorfizm płciowy. Samiec o niebieskim, dosyć jednolitym upierzeniu, nieco jaśniejszym na czole i policzkach. Okolice oczu, nasady dzioba, podbródka i gardła czarniawe. Górne części ciała ciemnoniebieskie. Lotki czarniawe. Klatka piersiowa i brzuch ciemnoniebieskie, a dolna część boków szaroniebieska. Samice są jaśniejsze, brązowe o ciepłym odcieniu na górnej części ciała i pomarańczowobrązowym na dolnej części. Płowe gardło i podgardle. Sterówki matowe czarniawobrązowe. Młode samce przypominają samice, wybarwiają się na niebiesko dopiero w drugim roku życia, stopniowo, najpierw w okolicach głowy, potem brzucha. C. b. caucae jest nieco mniejszy od podgatunku nominatywnego, C. b. minor jest nieco jaśniejszy w okolicy kupra, C. b. sterea jest mniejszy i ciemniejszy, a C. b. argentina jest większy. Długość ciała z ogonem: 15 cm, masa ciała 27–28 g.

## Zasięg występowania
Poszczególne podgatunki indygówki niebieskiej występują:
- C. b. caucae – w południowo-zachodniej Wenezueli w dolinach rzek Patía, Cauca i Dagua,
- C. b. minor – w górach północnej Wenezueli od stanu Falcón i Lara na wschód do Sucre i Monagas,
- C. b. brissonii – w północno-wschodniej Brazylii od stanu Piauí i Ceará na południe do stanu Bahia,
- C. b. sterea – we wschodniej i południowej Brazylii, wschodnim Paragwaju, północno-wschodniej Argentynie i Urugwaju,
- C. b. argentina – we wschodniej Boliwii, południowej Brazylii, Gran Chaco w Paragwaju i północnej Argentynie[12][9].

Jest gatunkiem w zasadzie osiadłym. Jego zasięg występowania (Extent of occurrence, EOO) według szacunków organizacji BirdLife International obejmuje 14,9 mln km².

## Ekologia
Głównym habitatem indygówki niebieskiej są zarośla i gęsta roślinność oraz obrzeża Chaco. W Wenezueli i Kolumbii występuje w suchych lub półpustynnych zaroślach i na obrzeżach suchych lasów, na wysokościach do 1600 m n.p.m. W Argentynie do 2000 m n.p.m.
Informacje o diecie tego gatunku są bardzo skąpe. W północno-wschodniej Brazylii stwierdzono żerowanie na kwiatach Zornia dipylla. Występuje zazwyczaj w parach. Długość generacji jest określana na 4,2 lat.

### Rozmnażanie
Niewiele wiadomo o rozmnażaniu tego gatunku. Opisano tylko pojedyncze gniazdo podgatunku C. b. argentina. W grudniu w gnieździe w kształcie kielicha o wymiarach: średnica zewnętrzna 9 cm, wewnętrzna 5x5,5 cm i wysokości 7,5 cm, zbudowanym z włókien roślinnych, znaleziono 2 jaja. Jaja były błękitne z drobnymi kasztanowatymi plamkami o większym skupieniu na szerszym końcu jaja. Opisano też lęgi z trzema jajami w kolorach niebieskawobiałym lub czerwonawobiałym z jasnocynamonowym plamkowaniem. Brak dalszych informacji.

## Status
W Czerwonej księdze gatunków zagrożonych IUCN indygówka niebieska klasyfikowana jest jako gatunek najmniejszej troski (LC – Least Concern). Liczebność populacji nie jest określona, zaś jej trend nie jest określony. Ptak ten opisywany jest jako dosyć pospolity.